# Lilium saccatum
Lilium saccatum är en liljeväxtart som beskrevs av S.Yun Liang. Lilium saccatum ingår i släktet liljor, och familjen liljeväxter. Inga underarter finns listade.